# كرسول جنوب إفريقي
كرسول جنوب أفريقي (الاسم العلمي:Crassula caffra) هو نوع نباتي يتبع جنس الكرسول من فصيلة الكرسولية.